# Linyi
Linyi (en chino: 临沂市, pinyin: Línyí shì) es una ciudad-prefectura en la provincia de Shandong, República Popular China. Limita al norte con Zibo, al sur con Suqian, al oeste con Zaozhuang y al este con la Rizhao. Su área es de 17 251 km² y su población de 10 millones de habitantes.

## Historia
El 25 de julio de 1668, se produjo un terremoto con una magnitud estimada de 8,5, justo al noreste de la ciudad de Linyi, lo que lo convirtió en el terremoto histórico más grande en China del Este, y uno de los más grandes del mundo en tierra. En Linyi, no quedó ninguna casa en pie y se decía que emergían aguas negras de las fisuras del suelo que se abrieron después del terremoto.

## Administración
La ciudad prefectura de Linyi se divide en 3 distritos y 9 condados:
- Distrito Lanshan (兰山区)
- Distrito Luozhuang (罗庄区)
- Distrito Hedong (河东区)
- Condado Tancheng (郯城县)
- Condado Cangshan (苍山县)
- Condado Junan (莒南县)
- Condado Yishui (沂水县)
- Condado Mengyin (蒙阴县)
- Condado Pingyi (平邑县)
- Condado Fei (费县)
- Condado Yinan (沂南县)
- Condado Linshu (临沭县)

-Estos se dividen en 181 municipios-.

## Economía
La economía está basada en sus mercados al por mayor. En la prefectura de Linyi se han desarrollado más de 1.500 aldeas especializadas, más de 80 ciudades especializados y cerca de 800 empresas agrícolas.
En 2002 el PIB de la prefectura fue de 71 millones de yuanes USD16 millones que comprende 12 millones de la industria primaria, 34 millones de la industria secundaria y 25 millones de la industria terciaria. Los principales productos industriales son: textiles, productos alimenticios, maquinaria, electrónica, productos químicos, materiales de construcción, carbón, medicamentos, oro y porcela, que se exporta a Europa, América y el sudeste asiático.

## Clima
Linyi tiene un clima influenciado por el monzón del sudeste asiático con abundante sol. Los veranos son calientes y húmedos y los inviernos son secos y fríos y está libre de nieve por más de 200 días.
| Parámetros climáticos promedio de Linyi (1971–2000) | Parámetros climáticos promedio de Linyi (1971–2000) | Parámetros climáticos promedio de Linyi (1971–2000) | Parámetros climáticos promedio de Linyi (1971–2000) | Parámetros climáticos promedio de Linyi (1971–2000) | Parámetros climáticos promedio de Linyi (1971–2000) | Parámetros climáticos promedio de Linyi (1971–2000) | Parámetros climáticos promedio de Linyi (1971–2000) | Parámetros climáticos promedio de Linyi (1971–2000) | Parámetros climáticos promedio de Linyi (1971–2000) | Parámetros climáticos promedio de Linyi (1971–2000) | Parámetros climáticos promedio de Linyi (1971–2000) | Parámetros climáticos promedio de Linyi (1971–2000) | Parámetros climáticos promedio de Linyi (1971–2000) |
| Mes                                                 | Ene.                                                | Feb.                                                | Mar.                                                | Abr.                                                | May.                                                | Jun.                                                | Jul.                                                | Ago.                                                | Sep.                                                | Oct.                                                | Nov.                                                | Dic.                                                | Anual                                               |
| --------------------------------------------------- | --------------------------------------------------- | --------------------------------------------------- | --------------------------------------------------- | --------------------------------------------------- | --------------------------------------------------- | --------------------------------------------------- | --------------------------------------------------- | --------------------------------------------------- | --------------------------------------------------- | --------------------------------------------------- | --------------------------------------------------- | --------------------------------------------------- | --------------------------------------------------- |
| Temp. media (°C)                                    | −0.7                                                | 1.4                                                 | 6.6                                                 | 13.8                                                | 19.5                                                | 23.8                                                | 26.1                                                | 25.6                                                | 21.0                                                | 15.1                                                | 7.8                                                 | 1.4                                                 | 13.5                                                |
| Precipitación total (mm)                            | 11.2                                                | 14.3                                                | 25.8                                                | 38.5                                                | 63.1                                                | 96.7                                                | 238.5                                               | 190.6                                               | 71.1                                                | 44.6                                                | 24.9                                                | 11.7                                                | 831.0                                               |
| Días de precipitaciones (≥ 0.1 mm)                  | 3.1                                                 | 4.7                                                 | 5.4                                                 | 6.5                                                 | 7.0                                                 | 8.5                                                 | 14.6                                                | 11.0                                                | 7.5                                                 | 5.6                                                 | 5.1                                                 | 3.6                                                 | 82.6                                                |
| Fuente: Weather China                               |                                                     |                                                     |                                                     |                                                     |                                                     |                                                     |                                                     |                                                     |                                                     |                                                     |                                                     |                                                     |                                                     |